# Mondher Thabet
Mondher Thabet (arabe : منذر ثابت), né le 14 décembre 1962 à Moknine, est un homme politique tunisien.

## Biographie

### Formation
Après des études primaires à l'école de la rue de Marseille à Tunis, il est renvoyé de lycées secondaires publics pour cause de perturbation ; il suit donc ses études au lycée libre de la rue de l'Inde, à Tunis, où il obtient un baccalauréat (lettres) en 1982.
Il entame ensuite des études supérieures, étudiant la philosophie à la faculté des sciences humaines et sociales de Tunis où il obtient une maîtrise universitaire en 1987.

### Carrière syndicale et politique
Très marqué pendant son enfance par la disparition de son cousin Hedi Thabet, membre des brigades de Georges Habache tué au cours de Septembre noir en 1971, Mondher Thabet se lance dans l'action syndicale en tant que marxiste aux côtés de Tarek Mahdaoui ; ils opèrent une révision du stalinisme pour adopter le trotskisme en 1984 via un texte signé par « la gauche révolutionnaire en démarcation avec le sectarisme et le révisionnisme du PCT et du syndicalisme primaire d'une certaine gauche maoïste ». Au cours de cette même année, il passe avec les trotskistes au Rassemblement socialiste progressiste de Ahmed Néjib Chebbi.
Pourchassé par le pouvoir, Thabet, alors étudiant, effectue son service militaire à Rjim Maâtoug en 1985. Après sa sortie, il se rend à Moscou avec Samir Lâabidi, Rafaa Tabib et Habib Kazdaghli pour assister au congrès de la jeunesse communiste internationale. En avril 1987, à la suite d'une descente policière à son domicile, il prend la fuite avec l'aide de son ami Abdelmajid Msalmi, avant d'être arrêté à la faculté des lettres et des sciences humaines de Tunis à la fin du mois de juin.
De 1984 à 1989, il est un cadre de l'Union générale des étudiants de Tunisie (UGET) à la faculté de droit et des sciences économiques de Tunis ; il est également le porte-parole des étudiants trotskistes au sein de la Fédération des étudiants marxistes révolutionnaires. En 1988, il boycotte le 18e congrès extraordinaire de l'UGET, considérant le régime de Zine el-Abidine Ben Ali comme policier et préférant que le mouvement garde son caractère d'agitation politique, une thèse considérée comme maximaliste et aventuriste par certaines figures de la gauche.
Cadre au sein du Parti social-libéral (PSL) en 1989, membre du bureau politique chargé de relations extérieures en 1990, il est exclu en 1991 et tente alors de lancer un mouvement pour le réformer. Il finit par devenir secrétaire général du PSL, en remplacement de Mounir Béji, à la suite du congrès extraordinaire du 15 juillet 2006.
Il se fait élire vice-président de l'Internationale libérale en 2008 et siège à la Chambre des conseillers de juillet 2008 à janvier 2011. Après la révolution du 14 janvier 2011, il prend le poste nouvellement créé de président du PSL. Il est présenté ensuite comme une personnalité libérale indépendante. Une interdiction de voyage est émise à son encontre en septembre 2013 à la suite d'une enquête sur le financement de son parti à l’époque du président Ben Ali.

### Carrière professionnelle
Mondher Thabet travaille aussi au sein de l'enseignement en tant que professeur principal de philosophie et ceci à partir du 13 novembre 1987.

### Distinctions
- Commandeur de l'Ordre de la République tunisienne (2008)[5] ;
- Grand officier de l'Ordre du 7-Novembre (2009)[6].